# Avenue de Saint-Mandé
L’avenue de Saint-Mandé est une voie du 12e arrondissement de Paris située dans les quartiers de Bel-Air et Picpus.

## Situation et accès
Grande artère du quartier du Bel-Air, elle est située entre la rue de Picpus et le boulevard Soult. Elle se prolonge vers la porte de Saint-Mandé par l’avenue Courteline. Elle est coupée en son milieu par un rond-point comprenant le square Courteline au niveau de son intersection avec le boulevard de Picpus.
L'avenue de Saint-Mandé est une avenue bourgeoise du 12e arrondissement de Paris, bordée en partie d'immeubles haussmanniens. Au niveau du carrefour avec la rue du Rendez-Vous et l'avenue du Docteur-Arnold-Netter se trouve une zone commerçante importante.
La voie est accessible par les lignes 6 à la station Picpus ainsi que par la ligne 3a du tramway à l'arrêt Alexandra David-Néel.

## Origine du nom
Elle doit son nom à son accès à la commune de Saint-Mandé dans le Val-de-Marne.

## Historique
L'avenue de Saint-Mandé trouve son origine le 17 mai 1658 lorsque Mazarin, gouverneur du château de Vincennes, ordonne l'ouverture de deux « cours » rectilignes, l'un reliant la porte Saint-Antoine au château (le futur cours de Vincennes), l'autre conduisant du lieu-dit de « Piquepusse » à la ménagerie de Vincennes (le cours de la Ménagerie, future avenue de Saint-Mandé). Le cours de la ménagerie est ouvert quatre ans plus tard, en 1662, et constitue une « sorte d'allée extérieure au parc royal de Vincennes ». Commençant rue de Picpus, aboutissant à la porte du parc de Vincennes, dite « porte de la ménagerie », le cours est large de 42 mètres, ses deux extrémités sont fermées par une barrière et il est bordé de fossés. Une large pelouse recouvre l'allée centrale tandis que deux contre-allées sont plantées de deux rangées d'Ormes. Le passage des véhicules par le cours de la ménagerie est interdit et aucune habitation ne le bordait, ce cours devient un lieu de promenade. Les propriétaires des terrains sur lesquels fut implanté le cours ne finirent d'être tous indemnisés qu'en 1731. 
Jacques Petitmaire, dernier gouverneur de la ménagerie de Vincennes, fit construire à proximité de la ménagerie une demeure, dénommée Bel-Air. Après qu'il meurt en 1706, la ménagerie est transférée à Versailles et le cours prend le nom d'avenue du Bel-Air. L'avenue du Bel-Air est prolongée en 1731 jusqu'au donjon du château de Vincennes (l'hôpital Bégin sera en partie implanté en 1858 sur ce prolongement). 

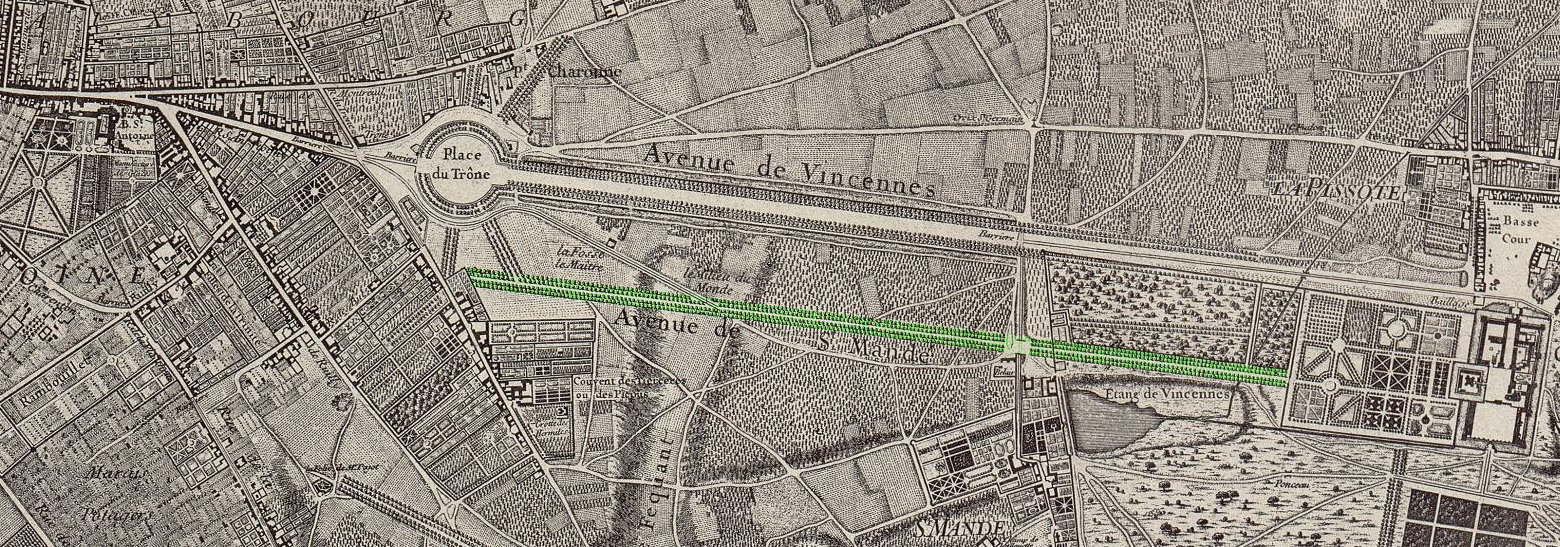
L'avenue de Saint-Mandé (en vert) en 1730 sur le plan Roussel.

L'avenue faillit disparaître lorsqu'en 1775 Turgot voulut supprimer le château de Vincennes et vendre les terrains de l'avenue du Bel-Air qui y conduisait. Ce projet n'aboutit cependant pas, Turgot quittant le pouvoir  en 1776. Sous le Consulat, en l'an IX, le gouvernement envisage de vendre l'avenue et de n'en conserver qu'un simple chemin large d'une dizaine de mètres. Cependant, les protestations de la municipalité de Saint-Mandé et de son maire Charles de Montzaigle conduisent à l'abandon de ce projet.
L'avenue s'étend alors sur le territoire de deux communes, Saint-Mandé et Paris et n'est plus entretenue. Sa partie située à Saint-Mandé, dénommée avenue du Bel-Air, s'étend de la barrière de Saint-Mandé au château de Vincennes. Sa partie parisienne commence rue de Picpus, sous la forme d'une ruelle étroite formant un coude, la ruelle de Saint-Mandé, puis à partir de l'actuelle avenue du Bel-Air (avenue radiale de la place de la Nation) et jusqu'à barrière de Saint-Mandé, l'avenue de Saint-Mandé est de même largeur et allure que son prolongement sur la commune de Saint-Mandé. 
En 1819, la commune de Saint-Mandé entreprend la rénovation de l'avenue du Bel-Air, bien que non propriétaire de l'avenue : replantation d'Ormes, restauration des fossés latéraux, pose de barrières à ses extrémités. Le 31 mai 1824, une ordonnance royale confie à la commune de Saint-Mandé la jouissance et l'administration de l'avenue du Bel-Air, à charge pour elle de l'entretenir et de la conserver comme lieu de promenade. En 1825, la commune de Saint-Mandé prévoit qu'une ligne uniforme de jardinets large de 3,90 mètres sera placée devant les maisons qui sont construites en bordure de l'avenue. Ces jardinets, pris sur la voie publique et dont la jouissance est accordée aux riverains contre redevance, doivent être plantés de verdure, de fleurs ou d'arbustes qui ne doivent pas avoir plus d'une mètre de haut et la clôture de ces jardinets, d'un mètre également, doit être uniforme et ne pas porter d'enseigne ou d'étalage. L'avenue comptait une dizaine de maisons en 1817, trente-deux en 1828 et soixante en 1840. À cette époque, la pelouse centrale est pavée et devient accessible aux véhicules, l'avenue devient en 1837 une simple voie de communication.
À Paris, l'extrémité de l'avenue côté rue de Picpus (la ruelle de Saint-Mandé) est alignée en 1840 sur le reste de l'avenue.
La construction de l'enceinte de Thiers coupe l'avenue en deux parties et l'ampute de 300 mètres. Lorsque l'enceinte sera démolie entre 1919 et 1925, ce tronçon de 300 mètres sera reconstitué et deviendra l'avenue Courteline.

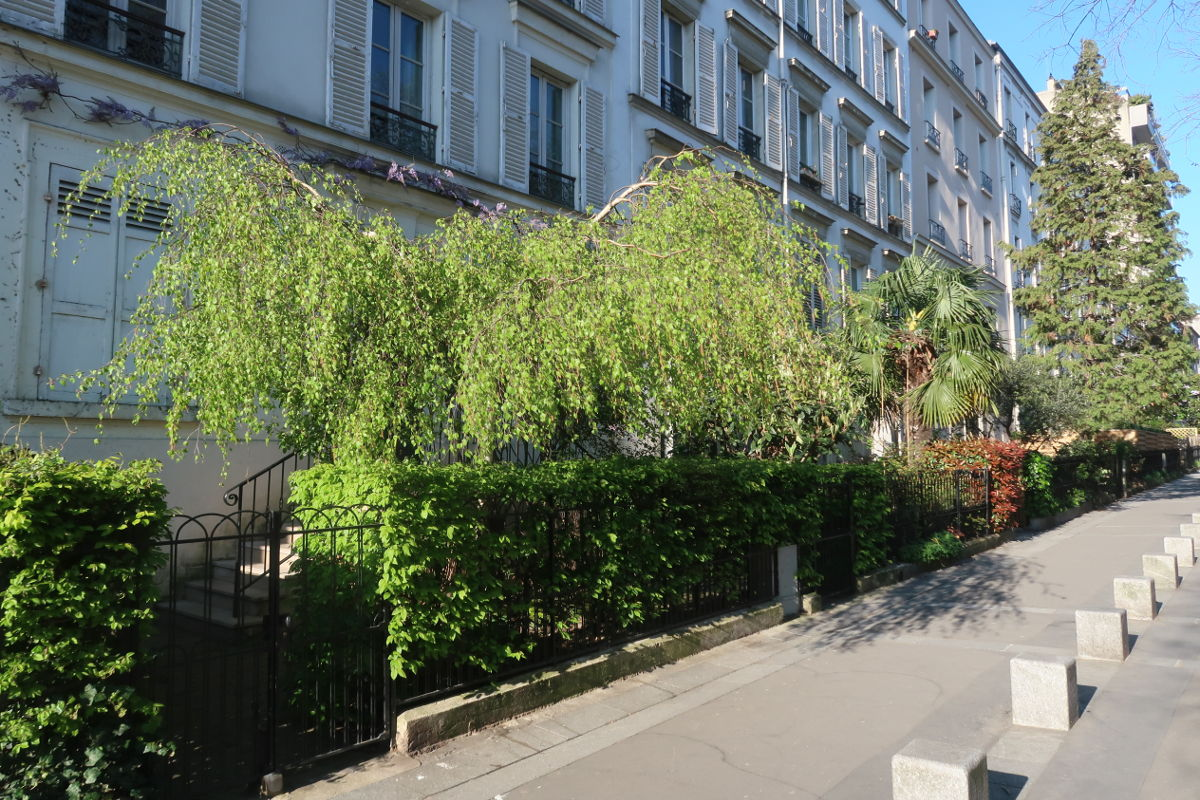
Vue des jardinets encore présents devant les immeubles de l'avenue de Saint-mandé, côté nord de l'avenue (numéros pairs).

Lors de l'agrandissement de Paris en 1860, la partie intra-muros de l'avenue qui dépendait jusqu'alors de la commune de Saint-Mandé devient parisienne mais la ville de Paris maintient les règles relatives aux jardinets situés devant les maisons bordant l'avenue. En 1860, ces jardinets étaient présents entre les numéro 45 et 111 et entre les numéros 50 et 106. Cependant, une partie de ces jardins disparu progressivement avec la construction d'immeubles avec des boutiques en rez-de-chaussée .

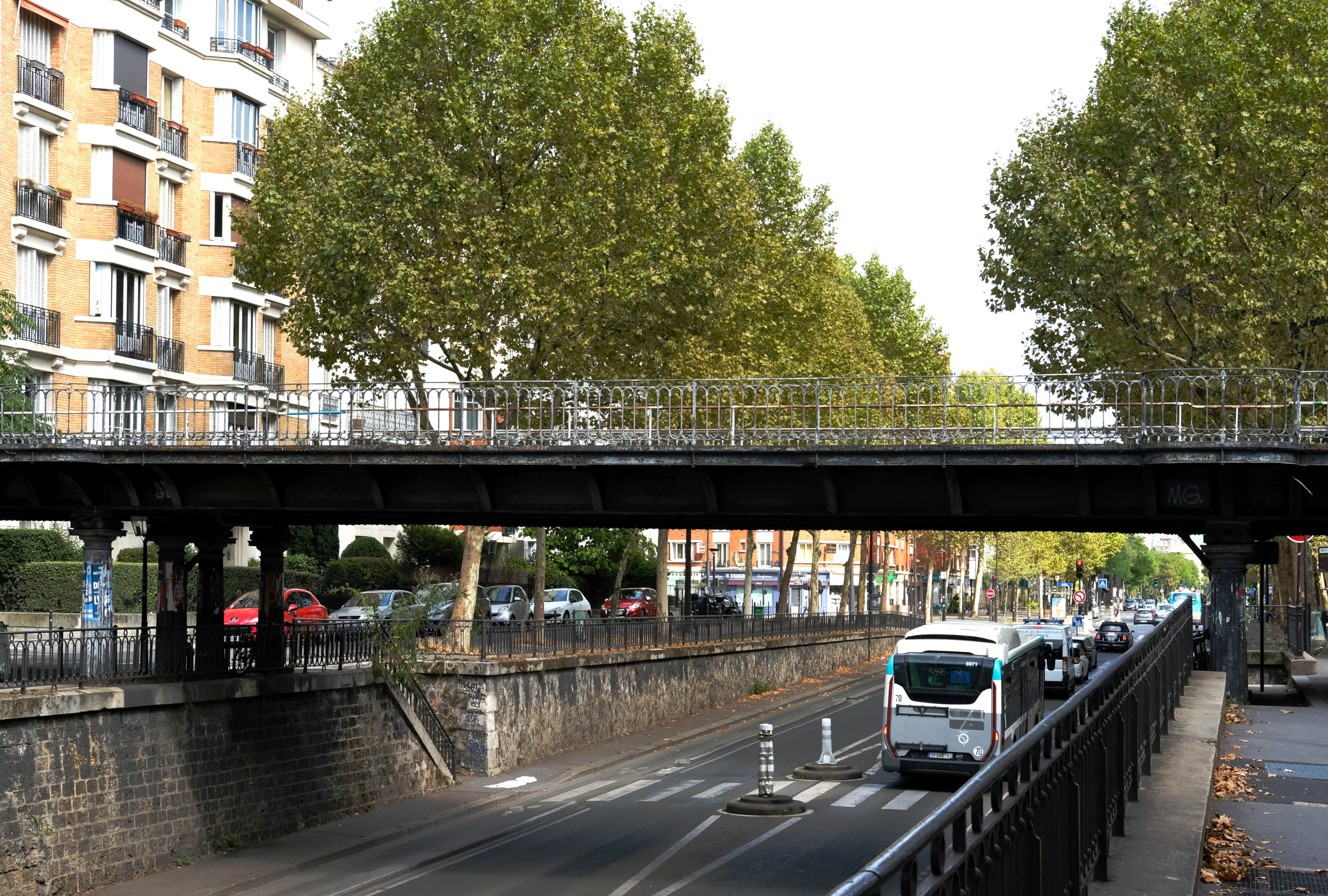
Le pont de la Petite Ceinture au-dessus de l'avenue de Saint-Mandé avec ses deux contre-allées en terrasse.

En 1888, la suppression du passage à niveau de la Petite Ceinture modifie l'avenue entre l'avenue du Docteur-Arnold-Netter et le boulevard Soult qui passe désormais en tranchée sous la ligne de chemin de fer et est bordée de deux contre-allées en terrasse.

## Bâtiments remarquables et lieux de mémoire
- Historiquement cette avenue accueillait la barrière de Saint-Mandé.
- Au début de l'avenue se trouvent l'Office national des forêts et l'emplacement du campus de l'Université Sorbonne Nouvelle - Paris 3.
- Le square Courteline au rond-point formé avec le boulevard de Picpus.

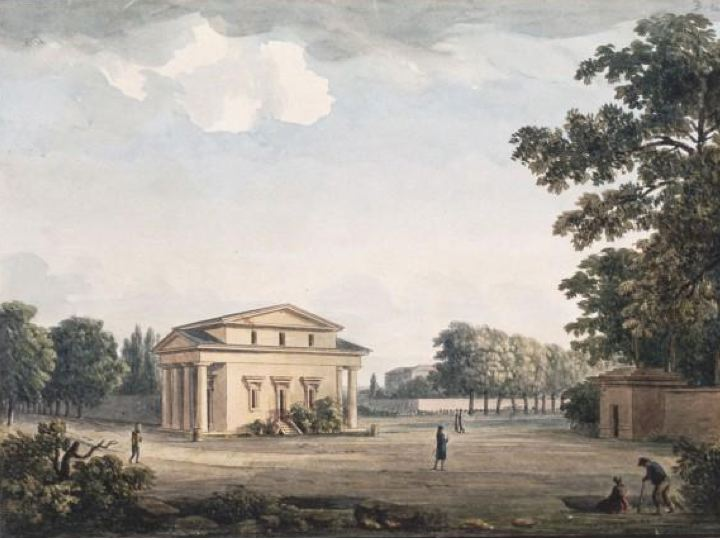
La barrière de Saint-Mandé, gravure de Palaiseau (1819).
Vue de la tour de l'Office national des forêts.
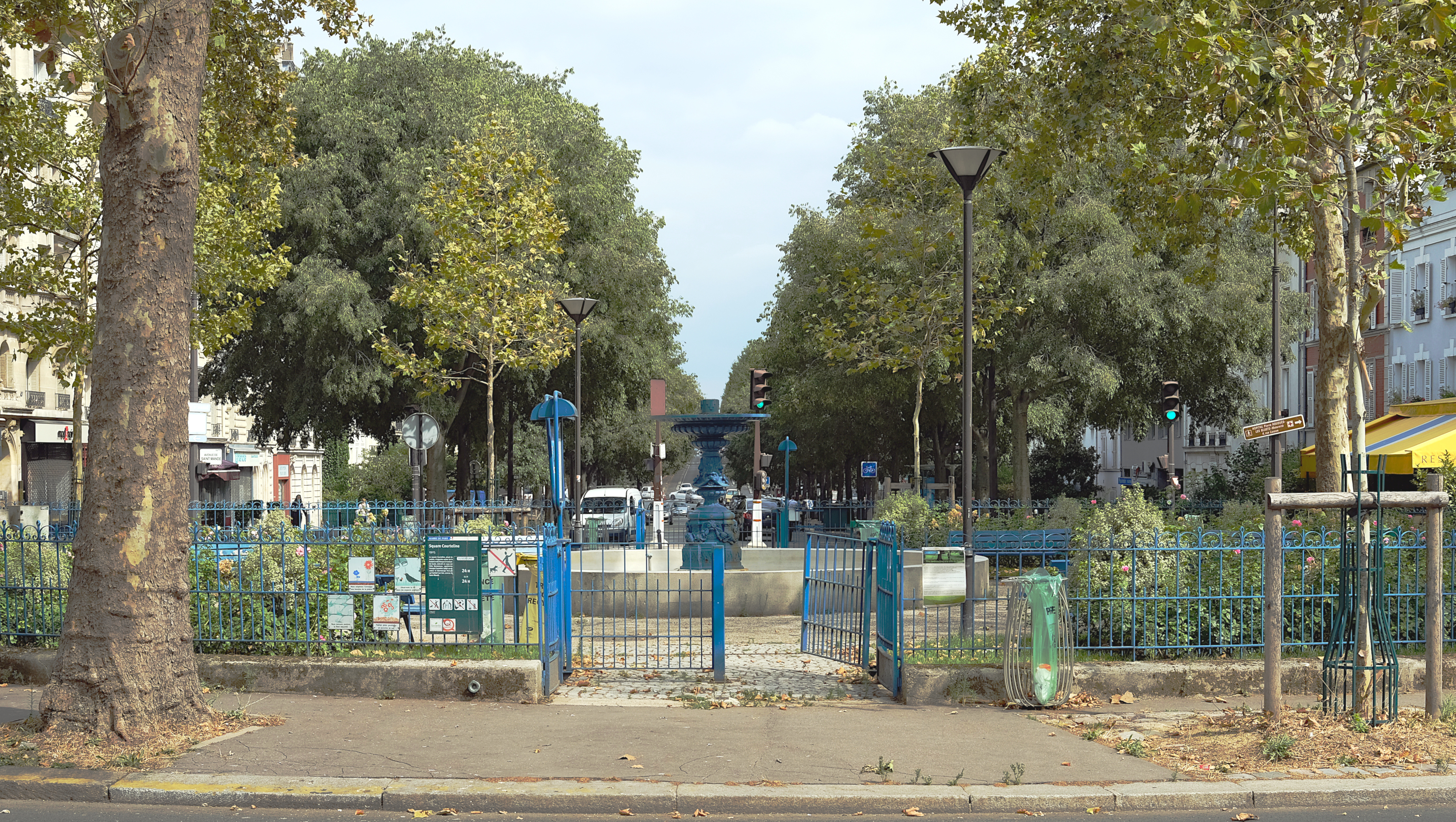
Square Courteline au rond-point formé avec le boulevard de Picpus.
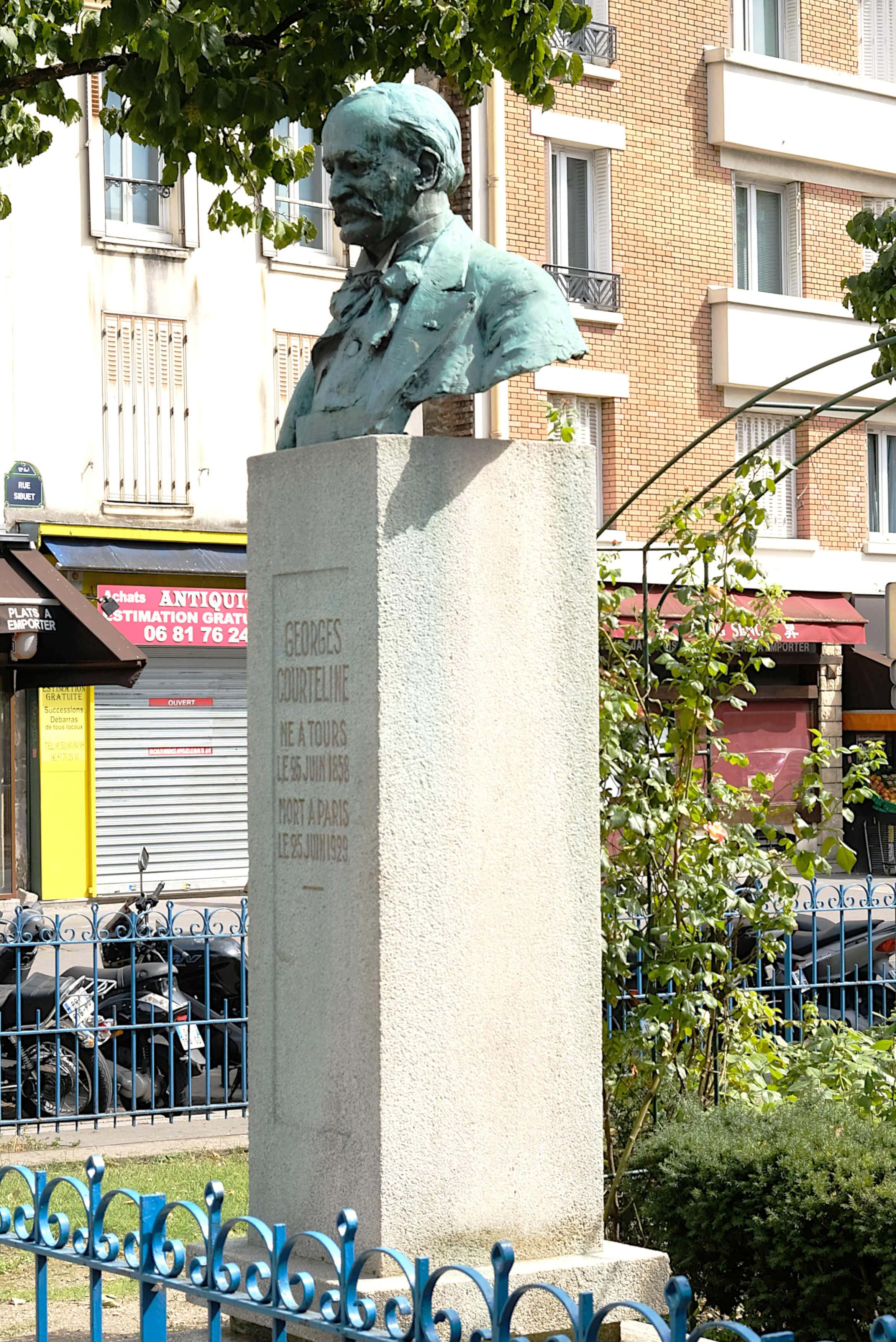
Buste de Georges Courteline.

- Au no 41 se trouve un immeuble de rapport en pierre de taille, de style Art nouveau, construit en 1903 par l’architecte Jean Falp. Cet immeuble est composé de quatre travées, dont les deux centrales possèdent des oriels s'étendant du deuxième étage au quatrième. Les oriels sont soutenus par de fortes consoles sculptées de têtes de femmes, encadrant les fenêtres du premier étage. Au-dessus de chaque baie, des mascarons représentent au premier étage des têtes de femmes et aux étages supérieurs des animaux mythiques. La porte principale en bois sculptée est surmontée d'une sculpture représentant deux têtes de femmes aux longs cheveux se touchant face à face. Le bâtiment est inscrit sur la liste des protections patrimoniales de l'arrondissement[2].
  - Du 15 au 25 août 1944, Charles Tillon établit son poste de commandement clandestin dans un appartement prêté par Alba Matta, secrétaire du colonel André[3].

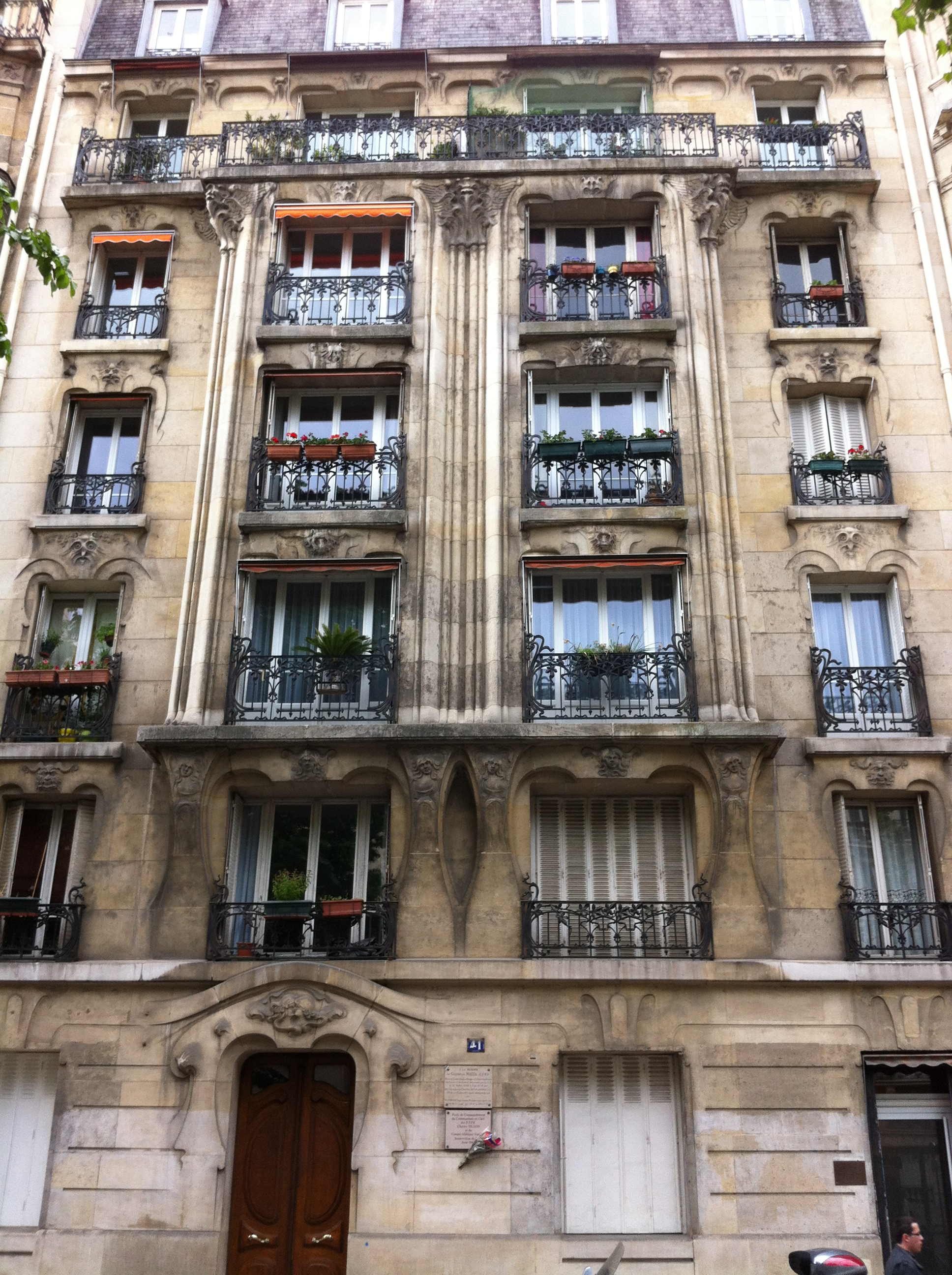
L'immeuble du no 41 avant son ravalement en 2013.
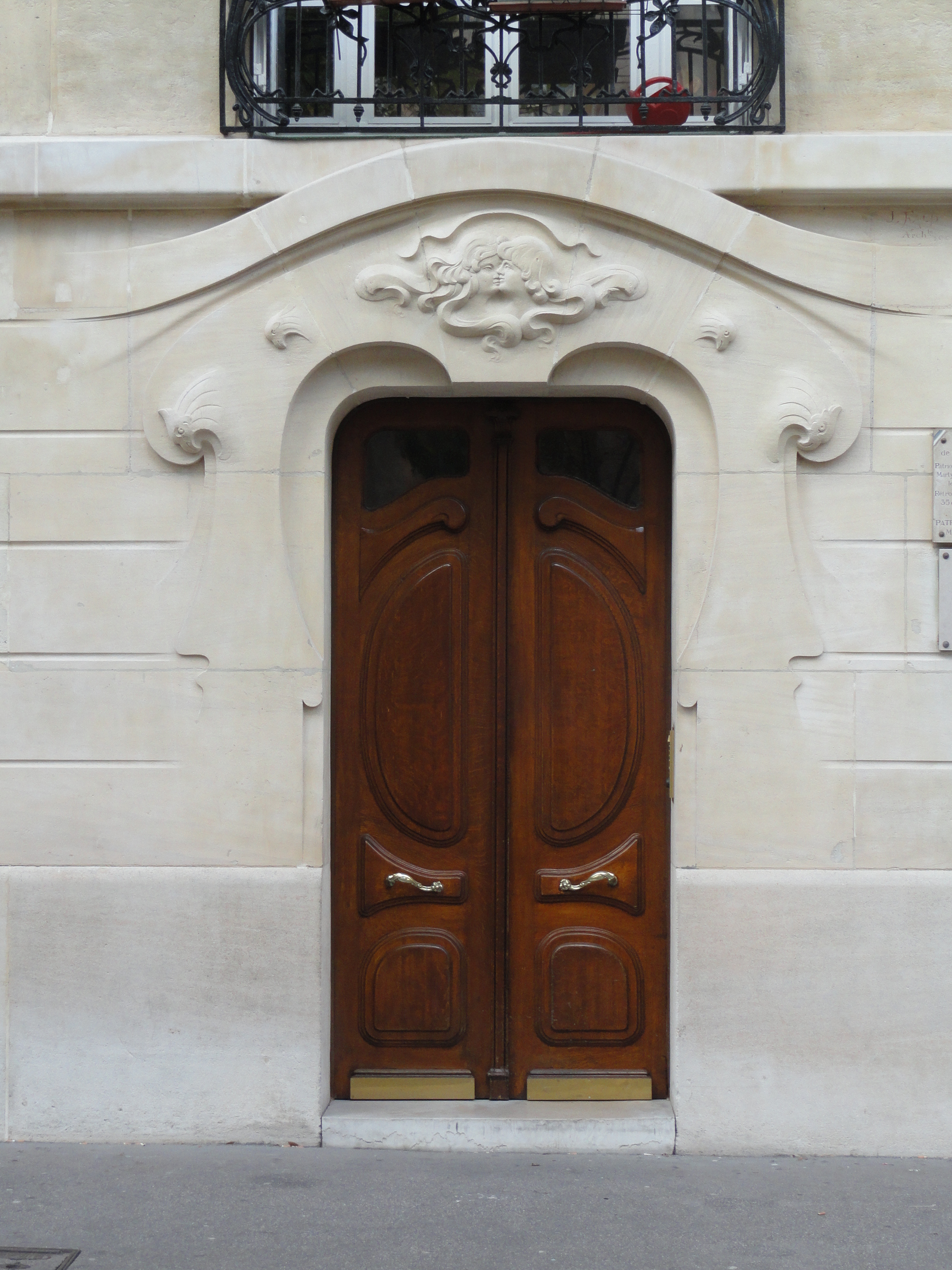
Porte de l'immeuble du no 41, après ravalement.
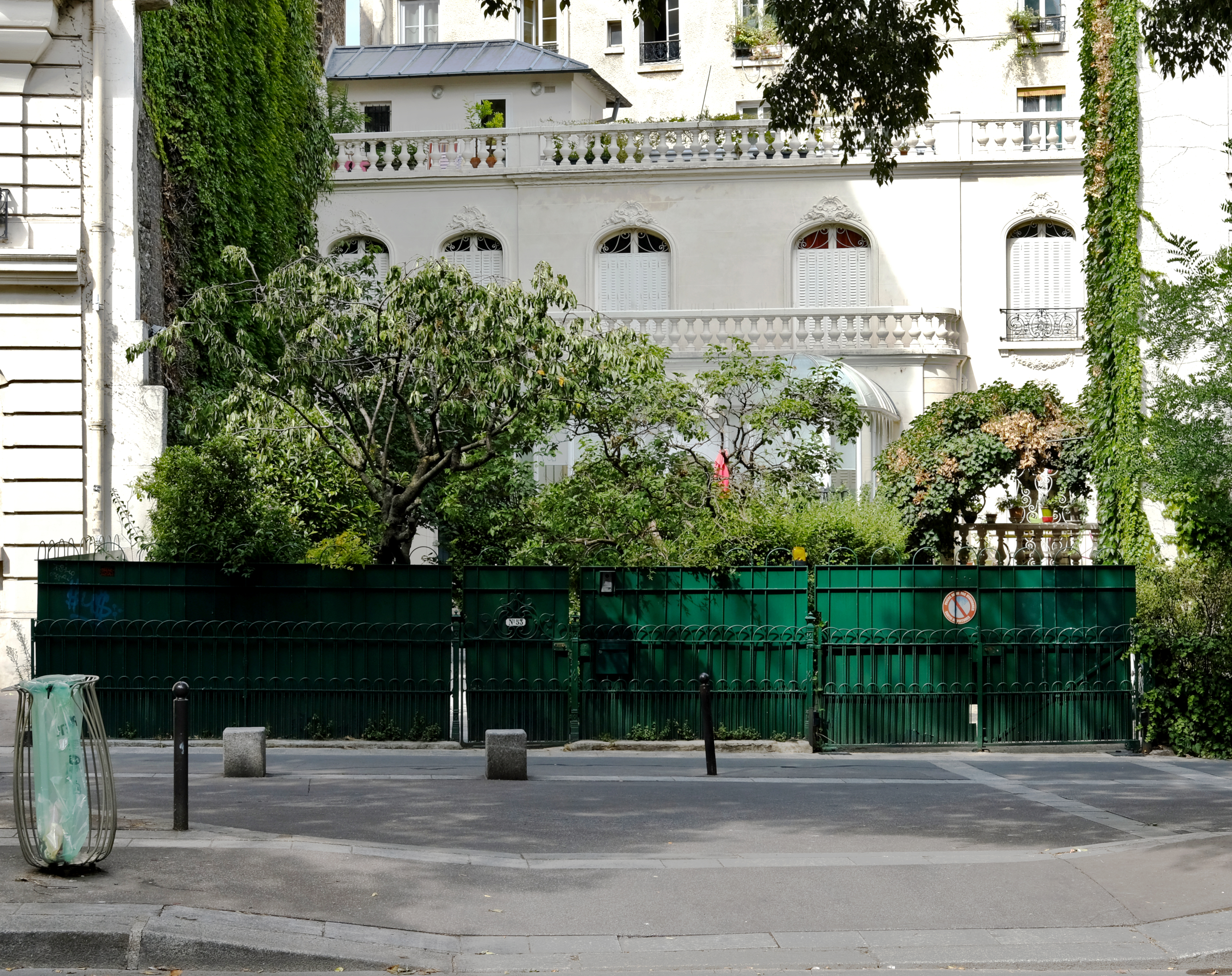
Maison de ville au no 53.
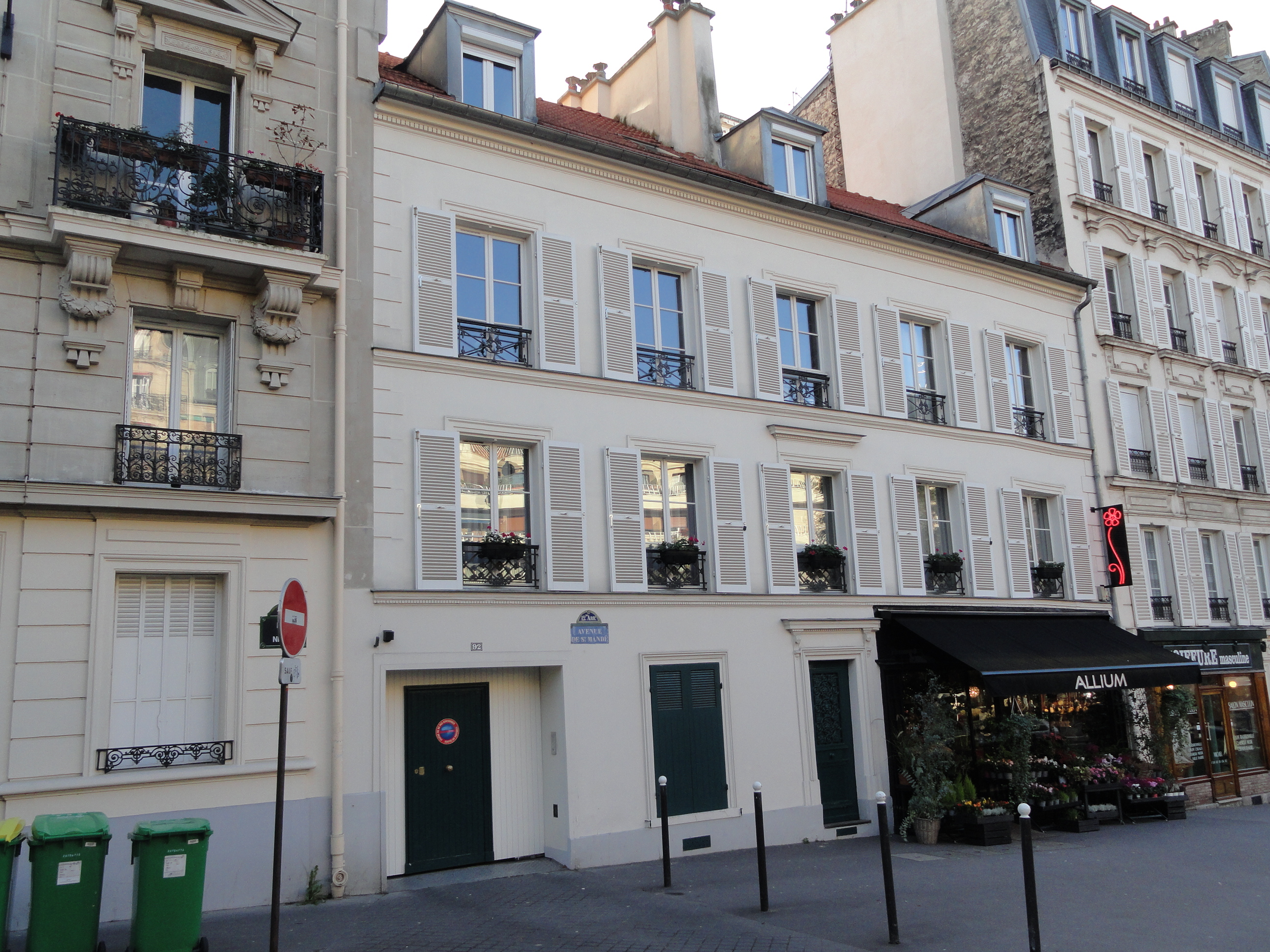
Maison de faubourg du no 92.

- Au niveau des no 40-42, une brèche avait été créée en 1794 dans le mur du couvent des chanoinesses de Picpus afin d'amener au cimetière de Picpus les corps des personnes guillotinées place de la Barrière du Trône[1].
- no 43, le romancier et dramaturge Georges Courteline y habita de 1907 à 1923.
- Au no 56 se trouvait l'ancien siège du Comité Île-de-France de rugby avant son déménagement au 9, rue Omer-Talon.
- Les maisons des  nos 52, 54, 56 et 63 ont été édifiées selon un règlement, de 1825,  stipulant qu’elles devaient comporter deux étages maximum, un jardinet de 3,90 mètres de largeur, pourvu de barrières uniformes,  planté d’arbustes ne dépassant pas 1 mètre de haut[3].
- L’avenue de Saint-Mandé possède dans sa partie basse une double contre-allée en hauteur et une dépression de sa voie principale, laissant passer le pont de la ligne de chemin de fer de la Petite Ceinture de Paris.
- Une fontaine Wallace à la jonction avec la rue du Rendez-Vous.
- Au no 92 subsiste la seule maison restante du faubourg de Saint-Mandé, construite sous le règne de Louis-Philippe, avant l'annexion à Paris du quartier du Bel-Air de Saint-Mandé en 1860. Cette maison de deux étages sur rez-de-chaussée, plus combles avec lucarnes est de modénature simple : façade bordée de refends horizontaux, chambranles moulurés des fenêtres, fronton plat au-dessus de la fenêtre centrale du premier étage, corniche à denticules. L'immeuble est inscrit sur la liste des protections patrimoniales de l'arrondissement[2].

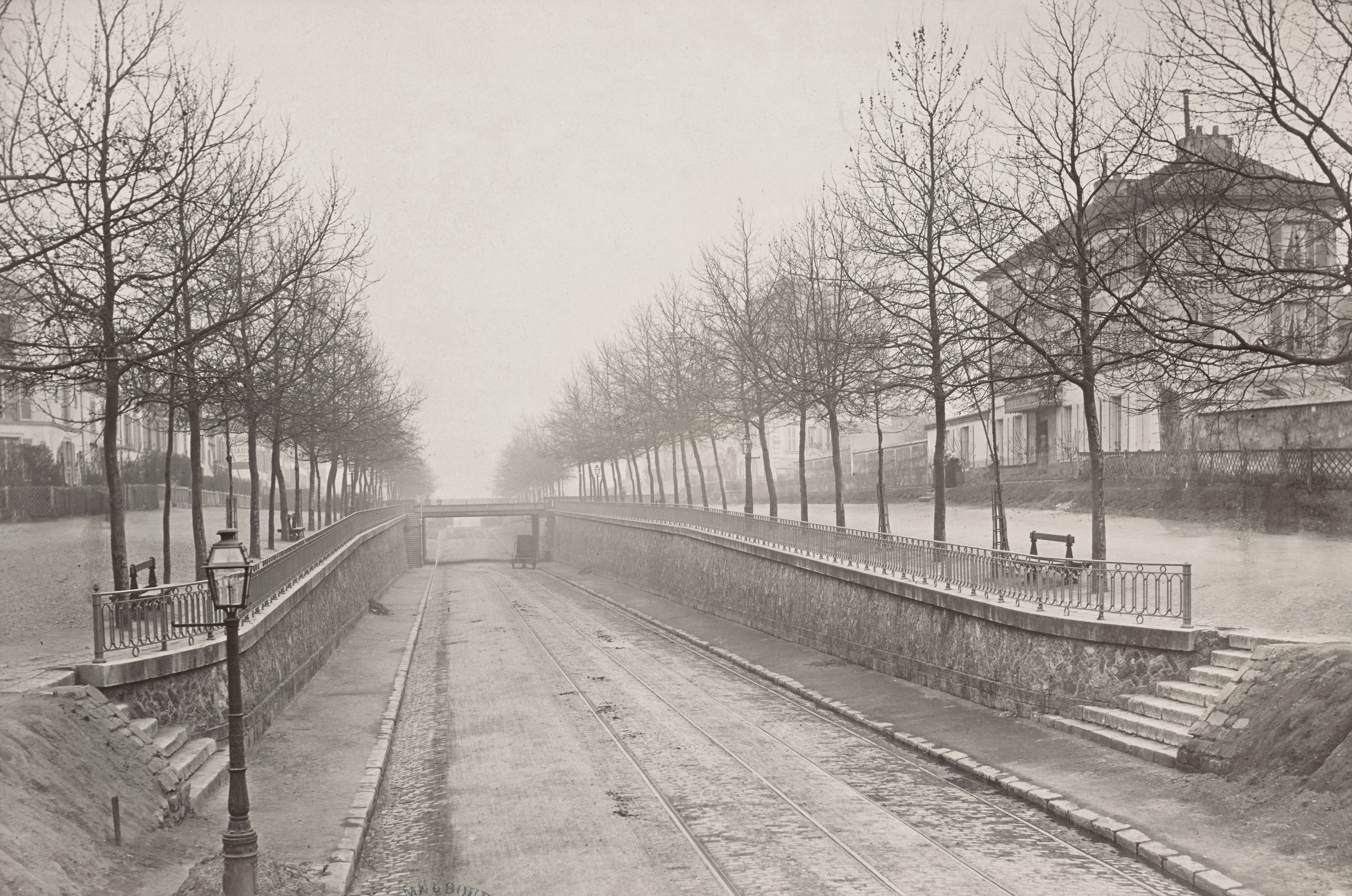
L'avenue de Saint-Mandé à la fin des années 1870.
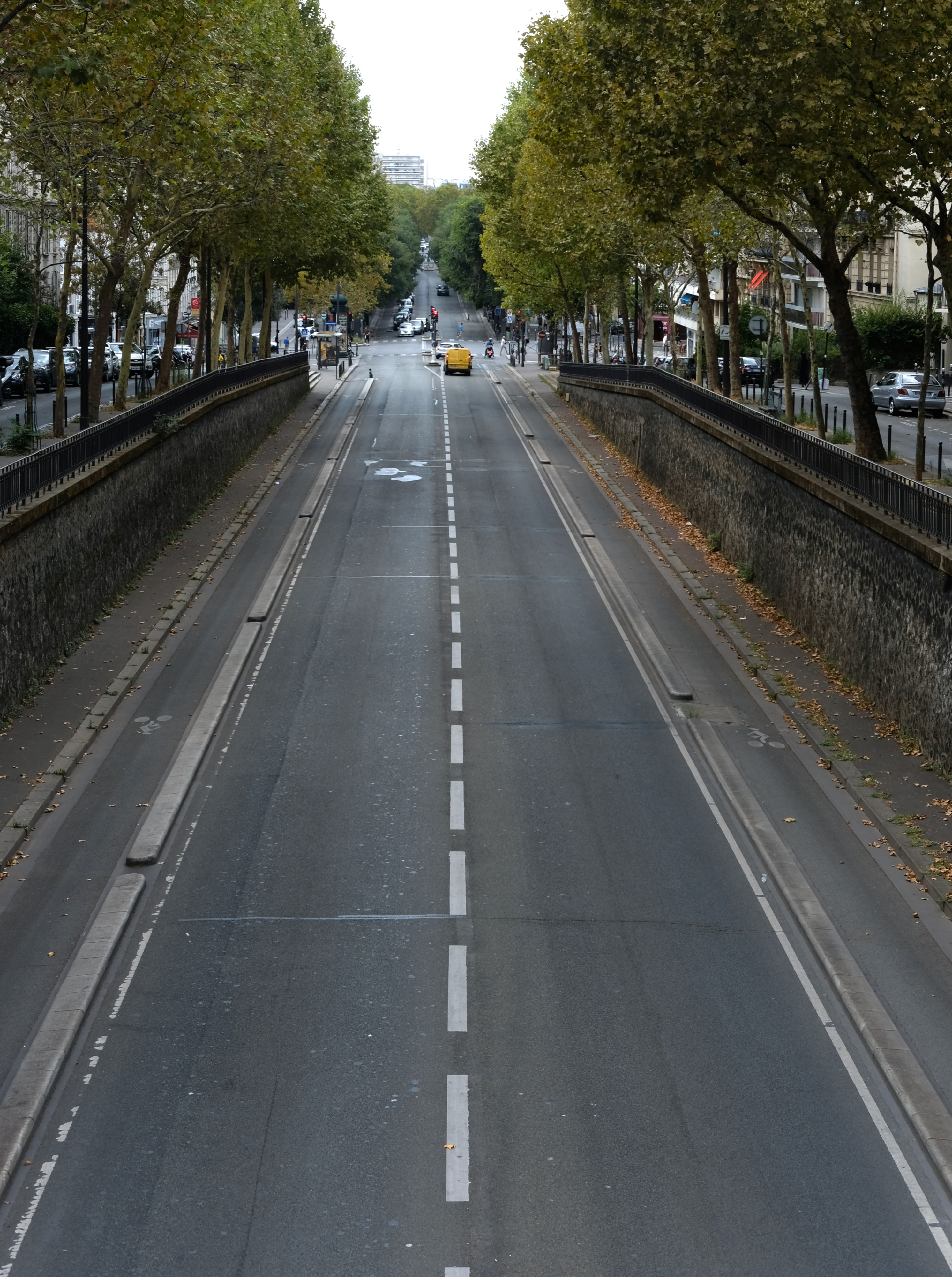
Avenue de Saint-Mandé au niveau de sa partie basse.
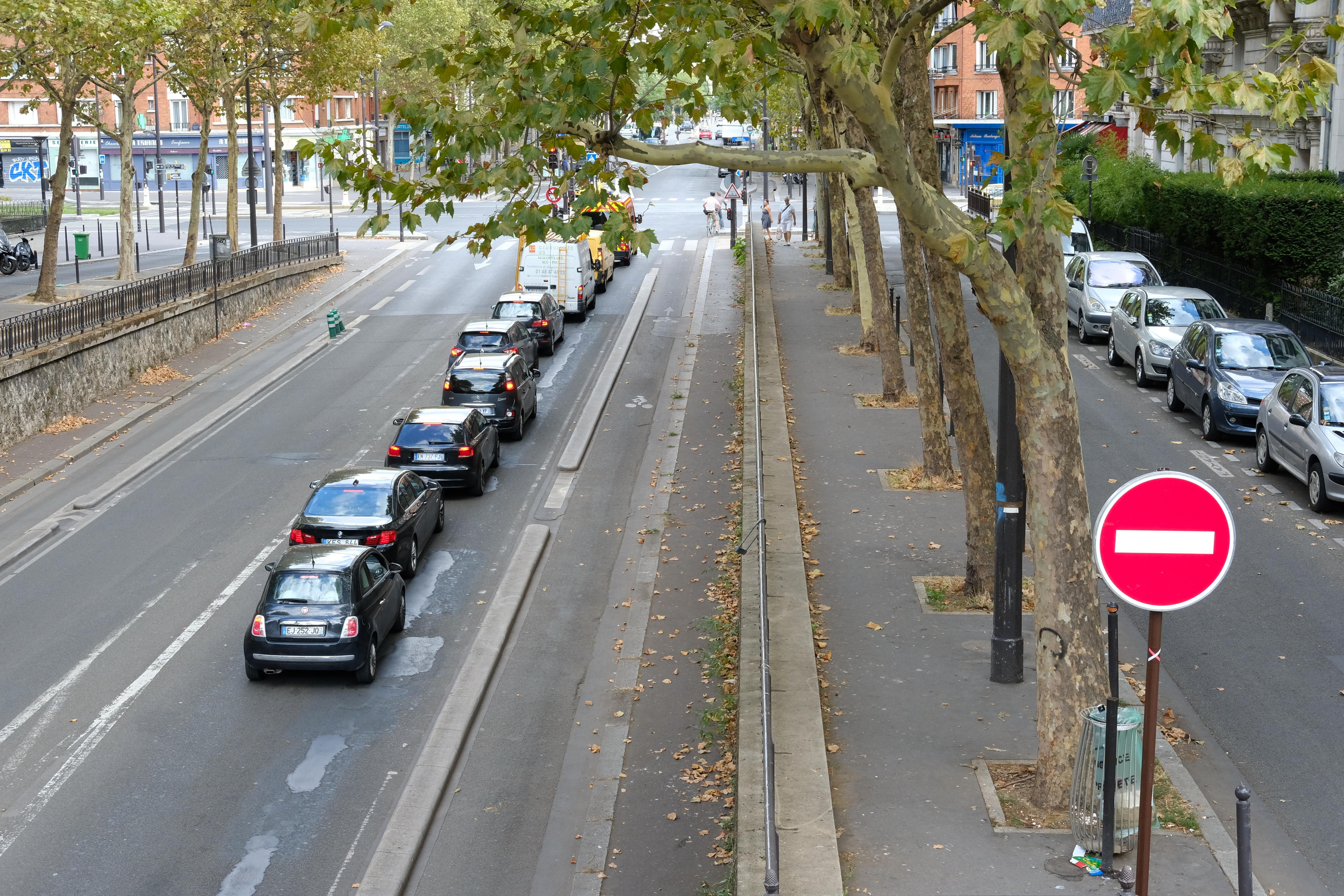
Voie principale et contre-allées.
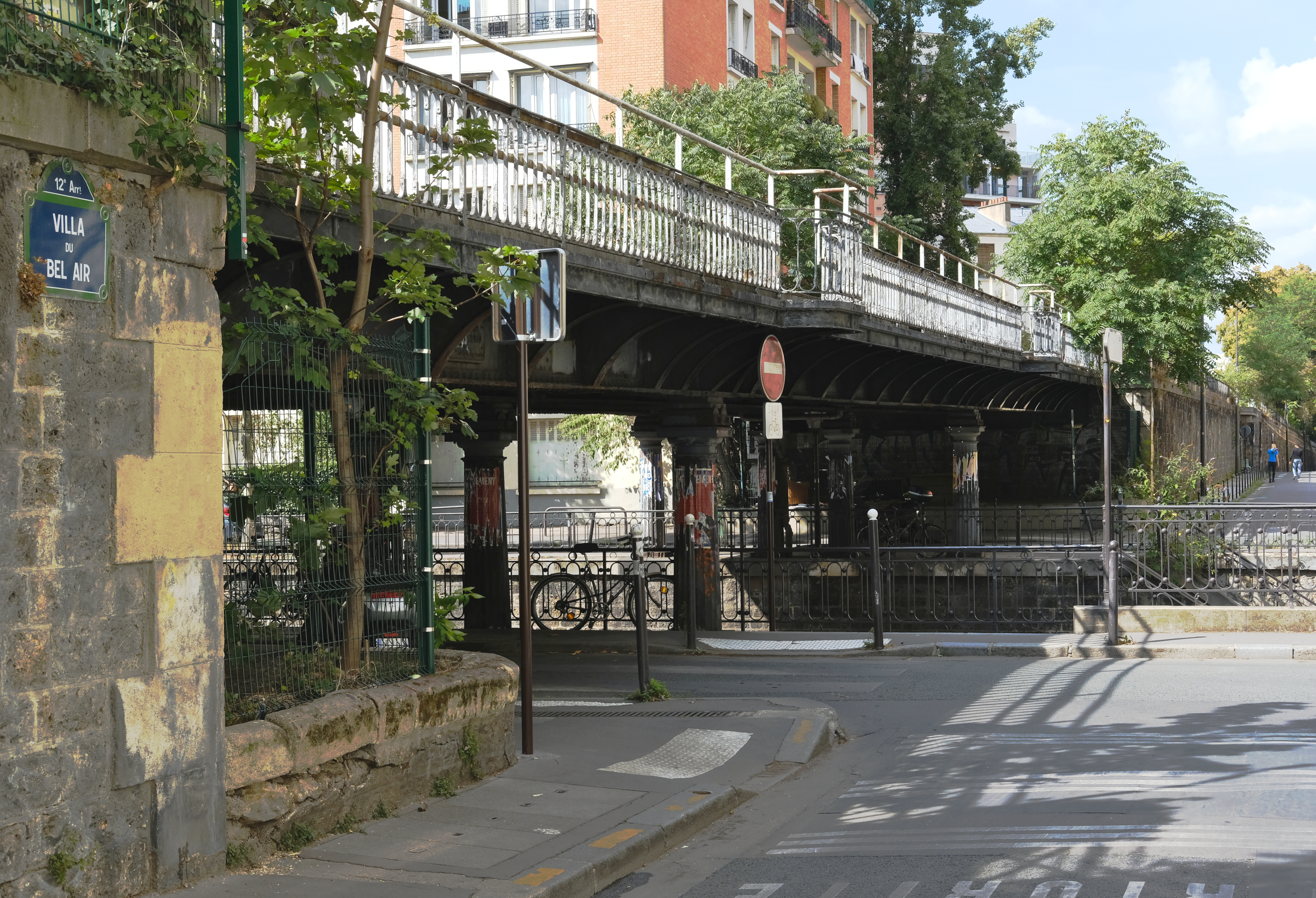
Le pont de l'avenue de Saint-Mandé.
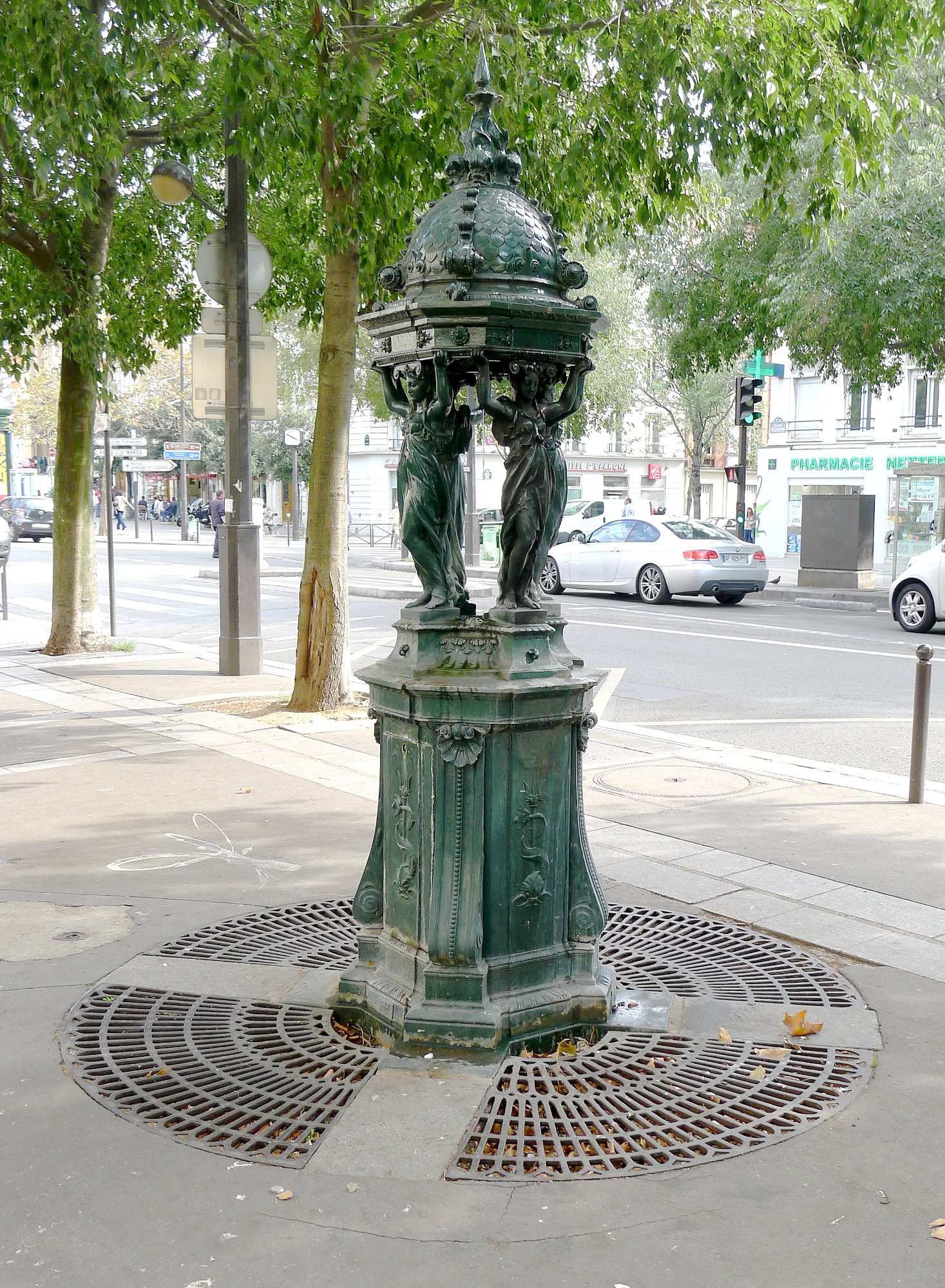
Fontaine Wallace.